# Hammel-Wagen

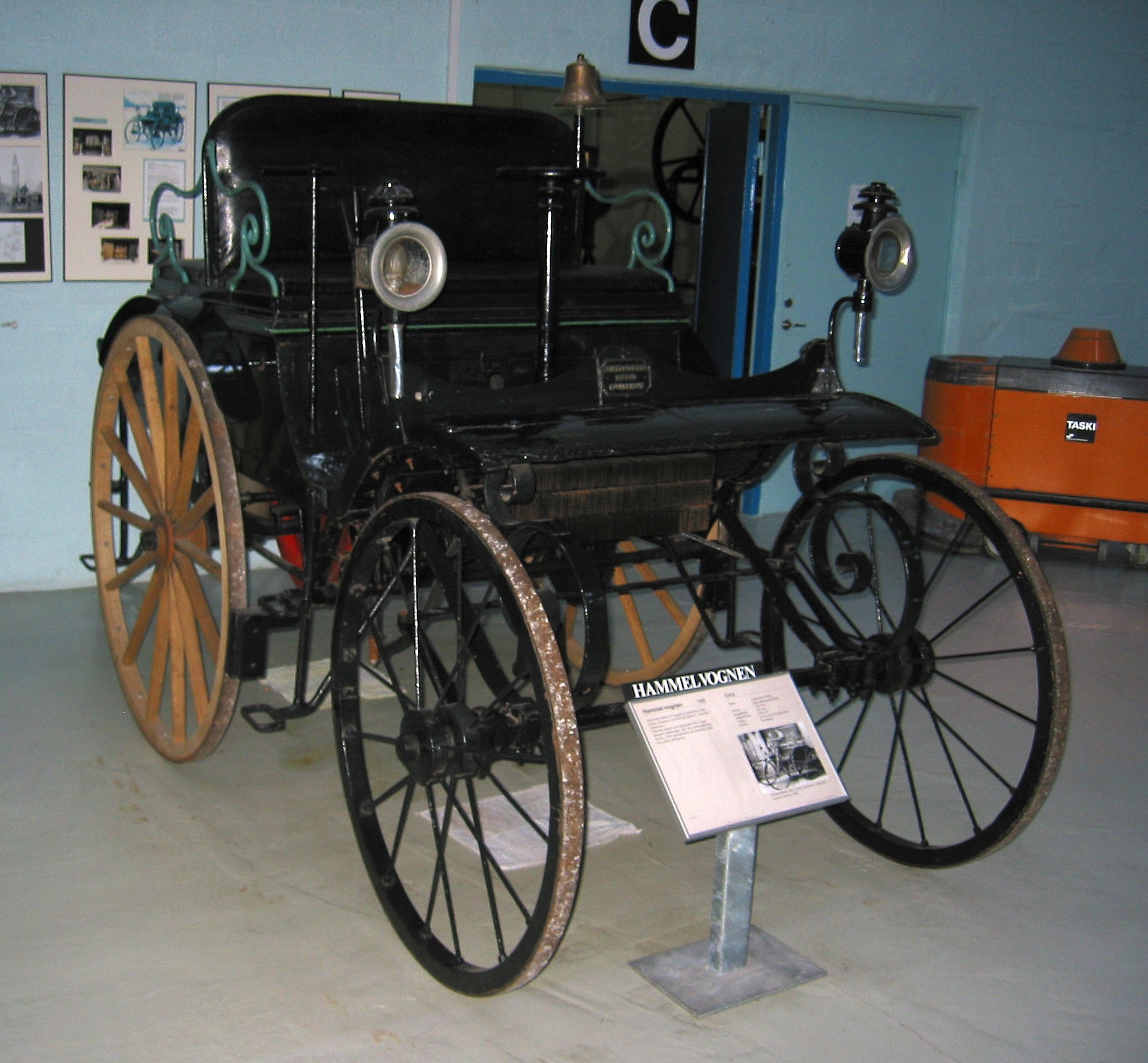
Hammel-Wagen

Der Hammel-Wagen ist das erste dänische Automobil. Es wurde in Kopenhagen hergestellt.

## Hintergrund
Albert F. Hammel und Hans Urban Johansen fertigten etwa 1888 dieses Fahrzeug. Das Baujahr ist nicht genau bestimmbar. Das Fahrzeug ist erhalten geblieben. Die Restaurierung fand 1952 statt. Die Teilnahme am London to Brighton Veteran Car Run im Jahre 1954 machte das Fahrzeug bekannt. Die Distanz von 91 km wurde in 12 Stunden und 47 Minuten bewältigt. Das Fahrzeug ist im Danmarks Tekniske Museum in Helsingør ausgestellt.

## Fahrzeug
Das Fahrzeug hat einen Zweizylindermotor mit 104 mm Bohrung, 160 mm Hub, 2718 cm³ Hubraum und etwa 3,5 PS Leistung, Verdampfungskühlung und einen Oberflächenvergaser. Der Motor ist im Heck montiert und treibt über Ketten die Hinterachse an. Das Getriebe ist bereits mit einem Rückwärtsgang versehen. Das Fahrzeug bietet Platz für vier Personen in der Dos-à-dos-Sitzanordnung, also Rücken an Rücken. Eine Besonderheit ist die Lenkung, da sie gegenläufig reagiert.